# Museo Casa Duarte
El Museo Casa Duarte fue el hogar del prócer de la patria Juan Pablo Duarte, quien nace en 1813, y en honor a él fue declarada su casa no solo como Patrimonio de la Humanidad, por estar en el lugar en que se encuentra, sino también como Museo de Historia de la Vida del Prócer Mártire Juan Pablo Duarte. La Casa Duarte se encuentra en la Zona Colonial de la ciudad de Santo Domingo, en República Dominicana.

## Historia
La casa de la Familia Duarte fue el hogar del prócer de la patria dominicana Juan Pablo Duarte, así como también de sus hermanos y hermanas. La casa en donde vivió la Familia Duarte fue construida alrededor de los años 1760, originalmente contaba con una sala de recibo, cuatro dormitorios y otras dependencias.
El Museo Casa Duarte, dependencia del Instituto Duartiano, es una importante institución creada en 1964 por un grupo de historiadores dominicanos, los cuales son seguidores fieles de los ideales políticos y sociales de Juan Pablo Duarte. 
El Instituto Duartiano cuenta con un museo, el cual es llamado "Museo Casa Duarte", fue inaugurado el 26 de enero del 1967, con el objetivo de exhibir al público las diferentes etapas, obras y aportes de Duarte a la República Dominicana, a través de retratos, fotografías, libros, manuscritos, pinturas y objetos que pertenecieron al patricio y a la Familia Duarte. El 7 de diciembre de 1967 fue reconocido oficialmente por las autoridades y el pueblo dominicano, así como también su decreto de ley ante la constitución dominicana.
Durante los períodos 1986-1992, el Instituto y Museo fueron cerrados, pero el 26 de enero de 1992 fue reinaugurado, y aún hoy se mantiene vigente.
La construcción de la casa es de un solo piso, además cuenta con gruesas paredes y techo muy alto, también con tres salas de exposición. No dispone de área para talleres aunque sí de espacio para almacenamiento y una sala de conferencias y de reuniones del Instituto Duartiano.
El local está dividido por tres casas numeradas así: 308, 304 y 306, la cual se subdivide en el Museo Casa Duarte, la Casa de Salomé Ureña y un local que fue adquirido hace algún tiempo. 
En este local se encuentran importantes piezas de Juan Pablo Duarte, entre ella se destacan el Acta de Bautismo de Duarte, quien fuera bautizado el 4 de febrero del 1813, también se encuentra la urna que guardó sus restos, pinturas, retratos, proyectos de constitución, pinturas sobre la Fundación de la Trinitaria, entre otros objetos y documentos importantes para la ilustración histórica que permitan conocer mejor a Juan Pablo Duarte y a su Familia.

## Funciones principales del Museo Casa Duarte
Entre las principales funciones del Museo Casa Duarte o Instituto Duartiano, se encuentran las siguientes:
- Promover la reverencia y el debido respeto a la memoria de Juan Pablo Duarte y los próceres de la Restauración, así como también los valores aportados de Duarte a la Patria Dominicana.

- Aprobar los retratos, estatuas, bustos y otras imágenes que tengan que ver con la vida de Juan Pablo Duarte, para uso en monumentos públicos, oficinas nacionales y municipales, escuelas, billetes de banco, sellos de correos, cuadernos y publicaciones oficiales o privadas.

- Adquirir y conservar cuanto fuere posible, lo que haya tenido relación con su vida, su persona y su memoria, así como también sus cartas, libros realizados, poesías, etc.

- Organizar la realización y la investigación de los estudios históricos, filosóficos y políticos con respecto a la personalidad y a la acción pública y privada de Duarte y demás héroes de la Patria, como lo fueron Mella, Sánchez, Luperón, entre otros.

- Organizar actos, certámenes, publicaciones, conferencias y otras actividades encaminadas a conmemorar con solemnidad las efemérides del 26 de enero, 27 de febrero, 16 de julio, 16 de agosto, 6 de noviembre y otras fechas de celebración nacional, en el país y en el extranjero, a fin de consagrar, para una mayor conciencia ciudadana, los días del calendario patriótico, así como también las fechas de natalicios de los demás héroes patrióticos.

- Colaborar con todas las instituciones nacionales alrededor de todas las provincias y municipios oficiales y privados, con el fin de establecer la manera de propagar la doctrina del patricio Duarte, dentro y fuera del país. Así como el Instituto se mantendrá a la disposición de dichos organismos para ofrecerle su asesoramiento.

- Fundar y organizar museos, exhibiciones, archivos, registros, documentales y bibliográficos, iconografía, numismática, filatelia y otras actividades relacionadas con el Padre de la Patria y demás Próceres Dominicanos.

- Estudiar, registrar y emitir opiniones de la toponimia y demás denominaciones duartianas, así como también las efigies, distintivos y emblemas de acuerdo a como lo autoriza la Ley Dominicana, que reconoce las funciones del Instituto Duartiano.

- Formar e instalar centros duartianos en el territorio nacional y propiciar filiales duartianas en el extranjero; y, por tanto, dichas entidades serán consideradas apéndices del Instituto.

## Ubicación
El Instituto Duartiano y Museo Casa Duarte se encuentra ubicado en la Calle Isabel la Católica 308, en la Zona Colonial de la ciudad de Santo Domingo, República Dominicana.